# Norimasa Atsukawa
Norimasa Atsukawa (født 31. maj 1995) er en japansk fodboldspiller, som spiller for den japanske fodboldklub Azul Claro Numazu.